# Guadalupe Worbis
Teresa Guadalupe Worbis Aguilar, genannt Lupita, (* 12. Dezember 1983 in Mérida) ist eine mexikanische Fußballspielerin, die zuletzt in der Saison 2013 bei Washington Spirit in der National Women’s Soccer League unter Vertrag stand.

## Karriere

### Verein
Im Jahr 2011 spielte Worbis für die Universitätsmannschaft des ITES Monterrey am Campus Puebla, danach war sie Teil des Aufgebots des FC Indiana in der amerikanischen WPSL Elite.
Worbis wurde im Januar 2013 bei der sogenannten Player Allocation zur neugegründeten NWSL der Franchise der Washington Spirit zugeteilt. Ihr Ligadebüt gab sie am 15. Juni 2013 im Spiel gegen die Western New York Flash als Einwechselspielerin.

### Nationalmannschaft
Worbis spielte für die mexikanische U-20-Nationalmannschaft. Im Jahr 2004 debütierte sie für die A-Nationalmannschaft Mexikos und nahm mit dieser unter anderem an den Olympischen Sommerspielen 2004 sowie der Weltmeisterschaft 2011 teil.